# 라인홀트 메스너

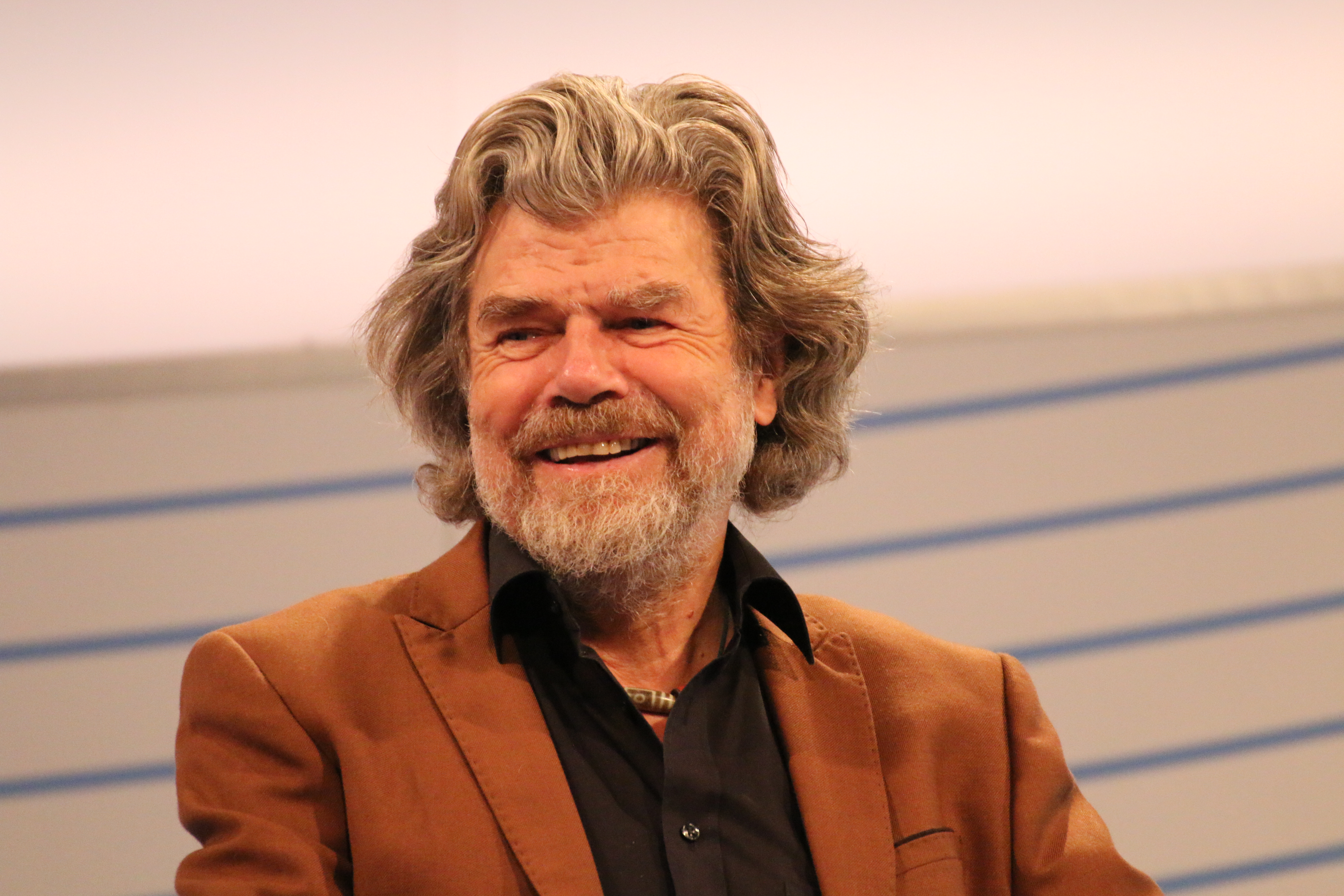
라인홀트 메스너 (2017년)

라인홀트 메스너(이탈리아어: Reinhold Andreas Messner 레이놀드 메스네르[*], 1944년 9월 17일 ~ )는 이탈리아의 산악인으로 히말라야산맥의 8000미터 봉우리를 의미하는 14좌를 최초로 모두 정복하였다. 특히 최고봉인 에베레스트산을 홀로 무산소 등정한 최초의 사람이기도 하다.
1970년 낭가파르바트산을 시작으로 1986년 로체산에 오르면서 8000미터 이상 고봉을 모두 등정했고 그 뒤에는 등반 경험을 바탕으로 20권이나 되는 저술을 남겨 독일과 이탈리아에서 산악문학상을 3번 수상했다.
2018년 크시슈토프 비엘리츠키와 함께 아스투리아스 공상 체육 부문 수상자로 선정되었다.

## 서훈
- 2014년 이탈리아 공화국 공로장 2등급(Grande Ufficiale OMRI)